# Arythische Oceaan
De Arythische Oceaan is een oceaan in de fantasyserie Het Rad des Tijds van de Amerikaanse auteur Robert Jordan.
De Arythische Oceaan is de oceaan die tussen de Oude Wereld en Seanchan ligt.
Hij wordtomschreven als enorm breed. Voor de kust van de Oude Wereld liggen de mysterieuze eilanden van het Zeevolk.
De kustlijn loopt van Saldea naar Arad Doman en vanaf daar naar Tarabon.
Ten noorden van de oceaan is een zee aan de Verwording, de Gestorven Zee.
Ten zuiden van de oceaan ligt de gevaarlijke Zee der Stormen.
Artur Paendrag Haviksvleugel stuurde zijn legers met zijn zoon deze oceaan over. 1000 jaar later, komen diens afstammelingen, de Seanchanen, weer terug naar de Oude Wereld, om als erfgenamen van Arthur, het gebied op te eisen voor de keizerin van Seanchan. Dit wordt de Corenne genoemd.